# Ian Wallace (Schlagzeuger)

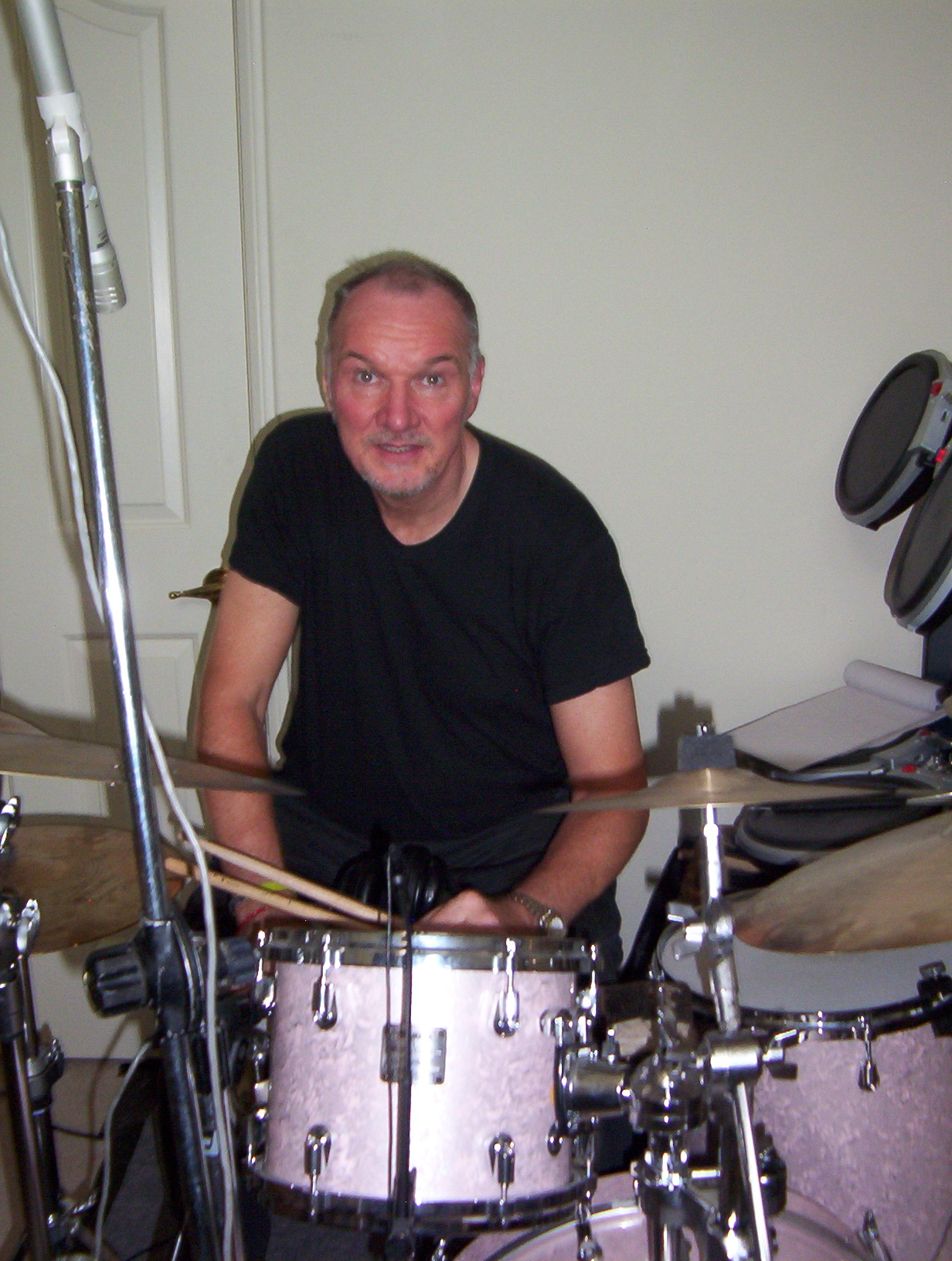
Ian Wallace (2005)

Ian Russell Wallace (* 26. September 1946 in Bury, England; † 22. Februar 2007 in Los Angeles, Kalifornien) war ein britischer Schlagzeuger.

## Karriere
Wallace kam bereits während seiner Schulzeit zur Musik; zusammen mit einigen Mitschülern spielte er in der Beatgruppe The Jaguars. Mit 16 Jahren ging er von der Schule ab und arbeitete als Büroangestellter für das staatliche Gesundheitssystem von Großbritannien und Nordirland. Er gab diese Anstellung auf, als sich ihm die Möglichkeit bot, bei Jon Andersons Band The Warriors einzusteigen. Nach einer Tour durch Deutschland nahmen sie die von Decca Records veröffentlichte Single Don't Make Me Blue auf. Mit diesem Song waren sie auch in dem 1964 produzierten Musikfilm Just For You zu sehen. Nachdem jedoch weder die Single noch das B-Movie kommerziell erfolgreich waren, löste sich die Band 1966 auf.
Als Nächstes schloss sich Wallace für einige Monate der Band The World von Frontmann Neil Innes an. Im Frühjahr 1971 ersetzte Wallace Andy McCullough am Schlagzeug von King Crimson. Mit der Band spielte er im gleichen Jahr das Studioalbum Islands ein, 1972 folgte das während einer Tour durch die Vereinigten Staaten aufgenommene Livealbum Earthbound. Bereits im April 1972 schied Wallace wieder aus der Band aus. Im folgenden Jahr spielte er auf Alexis Korners Album Accidentally Born in New Orleans und der anschließenden Tour durch Europa. Laut eigener Aussage frustriert vom schlechten britischen Wetter zog er in den 1970er Jahren ins sonnige Los Angeles. 1978 wurde er Teil von Bob Dylans damaliger Begleitband und war auf dem Studioalbum Street Legal sowie dem Livealbum At Budokan zu hören. Von 1991 bis Sommer 1992 war er erneut in Dylans Begleitband.
Als Studiomusiker war er unter anderem für Bonnie Raitt, Stevie Nicks, Jackson Browne, Don Henley und David Lindley tätig. Ende der 1980er Jahre wurde er von Jeff Lynne für Aufnahmen der Traveling Wilburys und Roy Orbison engagiert; er spielte auf den Singles Handle with Care und California Blue. In den späten 1990er Jahren zog Wallace von Los Angeles nach Nashville. Er war mit anderen ehemaligen Mitgliedern von King Crimson als 21st Century Schizoid Band unterwegs; 2005 veröffentlichte er sein einziges Soloalbum, Happiness With Minimal Side Effects.
Wallace starb im Alter von 60 Jahren an den Folgen einer Speiseröhrenkrebserkrankung im Ronald Reagan UCLA Medical Center. Er hinterließ seine Frau und zwei Stieftöchter.

## Diskografie (Auswahl)
- 1969: Reviewing the Situation – Sandie Shaw
- 1971: Islands – King Crimson
- 1972: Billy Burnette – Billy Burnette
- 1972: Earthbound – King Crimson
- 1973: Road to Freedom – Alvin Lee
- 1974: Alexis Korner – Alexis Korner
- 1978: Street Legal – Bob Dylan
- 1979: At Budokan – Bob Dylan
- 1981: 1234 – Ron Wood
- 1981: El Rayo-X – David Lindley
- 1982: I Can’t Stand Still – Don Henley
- 1983: Animation – Jon Anderson
- 1983: The Wild Heart – Stevie Nicks
- 1986: Innocent Eyes – Graham Nash
- 1986: Lives in the Balance – Jackson Browne
- 1986: Nine Lives – Bonnie Raitt
- 1988: Traveling Wilburys Vol. 1 – The Traveling Wilburys
- 1989: Mystery Girl – Roy Orbison
- 1995: A Future to This Life – Joe Walsh